# Фітчбург (Вісконсин)
Фітчбург (англ. Fitchburg) — місто (англ. city) в США, в окрузі Дейн штату Вісконсин. Населення — 29 609 осіб (2020).

## Географія
Фітчбург розташований за координатами 42°59′9″ пн. ш. 89°25′31″ зх. д. / 42.98583° пн. ш. 89.42528° зх. д. (42.985782, -89.425334).  За даними Бюро перепису населення США в 2010 році місто мало площу 91,19 км², з яких 90,57 км² — суходіл та 0,62 км² — водойми.

## Демографія
Згідно з переписом 2010 року, у місті мешкало 25 260 осіб у 9955 домогосподарствах у складі 6238 родин. Густота населення становила 277 осіб/км².  Було 10668 помешкань (117/км²).
Расовий склад населення:
| - 72,2 % — білих - 10,4 % — чорних або афроамериканців - 4,9 % — азіатів - 0,4 % — корінних американців - 8,8 % — осіб інших рас |

До двох чи більше рас належало 3,2 %. Частка іспаномовних становила 17,2 % від усіх жителів.
За віковим діапазоном населення розподілялося таким чином: 24,5 % — особи молодші 18 років, 67,9 % — особи у віці 18—64 років, 7,6 % — особи у віці 65 років та старші. Медіана віку мешканця становила 32,9 року. На 100 осіб жіночої статі у місті припадало 106,7 чоловіків;  на 100 жінок у віці від 18 років та старших — 106,2 чоловіків також старших 18 років.
Середній дохід на одне домашнє господарство  становив 84 084 долари США (медіана — 61 346), а середній дохід на одну сім'ю — 103 194 долари (медіана — 72 663). Медіана доходів становила 46 326 доларів для чоловіків та 43 109 доларів для жінок. За межею бідності перебувало 15,4 % осіб, у тому числі 26,4 % дітей у віці до 18 років та 4,6 % осіб у віці 65 років та старших.
Цивільне працевлаштоване населення становило 14 343 особи. Основні галузі зайнятості: освіта, охорона здоров'я та соціальна допомога — 24,2 %, науковці, спеціалісти, менеджери — 14,1 %, роздрібна торгівля — 13,0 %, мистецтво, розваги та відпочинок — 12,7 %.

## У культурі
Фітчбург - місце дії епізоду "Дещо зле" телесеріалу "Надприродне", місто, де монстр стрига нападала на дітей.